# Паисий Скопски
Паисий (на гръцки: Παϊσιος, Паисиос) е гръцки духовник, гъркоманин, скопски митрополит на Цариградската патриаршия.

## Биография
Роден е в 1806 година в македонския град Негуш или в Кукуш със светското име Петър (Πέτρος). Баща му е грък, а майка му от български произход. Учи в Негуш, след това в Цариград и в Халкинската семинария. Става придворен монах на Патриаршията, писар и учител в Галата. Тъй като знае български е изпратен за йеродякон на митрополит Йоаким, който го прави свой викарен епископ във Враня с титлата Перистерски в периода 1852 или в 1854 или в 1857 година.
Цариградската патриаршия го избира на 1 май 1865 година за глава на Червенската епископия, която е повишена в митрополия и на 14 октомври заминава за епархията си. Българското население обаче отказва да го приеме и той продължава да живее във Враня и Скопие. Тъй като митрополит Йоаким Скопски в 1865 – 1867 година е член на Светия синод и е в Цариград, Паисий Червенски управлява Скопска епархия.
На 11 март 1868 година е преместен официално като скопски митрополит. Паисий има лошо име сред епархиотите и те непрекъснато протестират в Цариград срещу назначението му, макар Паисий прави серия отстъпки - служи понякога на славянски език, взима за секретар на митрополията Стоян Костов и прави намеци, че може би ще прегърне българското църковно-народно дело. В северния, врански дял на епархията Паисий поддържа сръбското образование. В края на 1869 година Скопската българска община се отказва от Патриаршията.
Подава оставка през юли 1891 година. Умира на 29 ноември 1892 година в Скопие и е погребан в църквата „Свети Спас“.